# Florence megye (Dél-Karolina)
Florence megye az Amerikai Egyesült Államokban, azon belül Dél-Karolina államban található. Megyeszékhelye és legnagyobb városa Florence. Lakosainak száma 137 059 fő (2020. április 1.). Florence megye Darlington, Marlboro, Dillon, Marion, Williamsburg, Clarendon, Sumter és Lee megyékkel határos.

## Népesség
A megye népességének változása:
| Lakosok száma | 137 079 | 137 499 | 137 939 | 138 326 | 138 900 | 137 059 |
|               | 2010    | 2011    | 2012    | 2013    | 2015    | 2020    |